# Михайлов Володимир Степанович
Михайлов Володимир Степанович (15.01.1920 — 5.09.1991) — учасник Радянсько-німецької війни, командир взводу станкових кулеметів 1-го стрілецького батальйону (за іншими даними — командир відділення або кулеметник) 241-го гвардійського стрілецького полку 75-ї гвардійської стрілецької дивізії 30-го стрілецького корпусу 60-ї Армії Центрального фронту, Герой Радянського Союзу (17.10.1943), гвардії сержант (за іншими даними — старший сержант або молодший сержант).

## Біографія
Народився 15 січня 1920 року в с. Прудище (зараз Красногородський район, Псковська область). В 1929 році родина переїхала до с. Дубровка Козульського району Красноярського краю. Закінчив 5 класів школи, з 1933 року працював у колгоспі. Закінчив курси при Ачинському сільсько-господарчому технікумі, працював агрономом. Був обраний секретарем комсомольськоі організації колгоспу «Червоний партизан» Козульського району.
В 1940 році призваний до Червоної Армії, служив на Далекому Сході, закінчив полкову школу молодших командирів. В 1943 році вчився у Благовіщенському піхотному училищі.
З березня 1943 року гвардії молодший сержант Михайлов В. С. — кулеметник 1-го стрілецького батальйону 241-го гвардійського стрілецького полку 75-ї гвардійської стрілецької дивізії. Брав участь в битві на Курській дузі, був поранений.
В. С Михайлов особливо відзначився при форсуванні ріки Дніпро північніше Києва восени 1943 року, у боях при захопленні та утриманні плацдарму на правому березі Дніпра в районі сіл Глібівка та Ясногородка (Вишгородський район Київської області). Командир 241-го гвардійського стрілецького полку гвардії підполковник Бударін М. П. в нагородному листі написав, що 24.9.1943 року Михайлов першим з кулеметом форсував ріку Дніпро під сильним вогнем противника. Зайняв вогневу позицію і відбив три атаки противника, знищивши до 70 солдатів і офіцерів. Був поранений, але з поля бою не пішов.
25.9.1943 року взяв на себе командування взводом, коли вибув командир взводу. Висунувся із кулеметом попереду бойових порядків і відбив 13 контратак противника, знищивши 105 солдатів і офіцерів. В бою на плацдармі був поранений і евакуйований в госпіталь.
Указом Президії Верховної Ради СРСР від 17 жовтня 1943 року за мужність і героїзм проявлені при форсуванні Дніпра і утриманні плацдарму гвардії молодшому сержанту Михайлову Володимиру Степановичу присвоєне звання Героя Радянського Союзу з врученням ордена Леніна і медалі «Золота Зірка».
Після госпіталю сержант Михайлов повернувся у свою частину. В кінці листопада 1943 року у бою за визволення України зі свого кулемету відбивав контратаки противника, наносячи йому важких втрат. Був нагороджений медаллю «За відвагу».
Воював у Прибалтиці, Польщі, Німеччині. Звільнений в запас у 1946 році (за деякими даними в званні майора).
Після війни жив в м. Красноярськ, закінчив крайову партшколу, був на партійній роботі.
Помер 5 вересні 1991 року. Похований на Бадаликському кладовищі у Красноярську.

## Нагороди
- медаль «Золота Зірка» № 1562 Героя Радянського Союзу (17 жовтня 1943)
- Орден Леніна
- Орден Вітчизняної війни1 ступеня
- Медалі